# Barry Sharpless
Karl Barry Sharpless (ur. 28 kwietnia 1941 w Filadelfii) – amerykański chemik, drugi dwukrotny laureat Nagrody Nobla z chemii (2001 i 2022).

## Życiorys
Studiował w Dartmouth College w Hanoverze (New Hampshire), w 1963 obronił doktorat na Uniwersytecie Stanforda. Pracował na Uniwersytecie Stanforda, Harvardzie, a jako profesor w Massachusetts Institute of Technology i Scripps Research Institute w La Jolla (Kalifornia).
Zajmował się reakcjami syntezy związków organicznych, szczególnie utlenianiem. Wykorzystał w badaniach katalizatory chiralne, umożliwiające uzyskanie pożądanego izomeru. Jego badania wykorzystano do syntezy leków nasercowych (tzw. beta-blokerów). Za prace te został uhonorowany Nagrodą Nobla w 2001 r. (druga połowa nagrody przypadła wspólnie Williamowi Knowlesowi i Ryōjiemu Noyoriemu). 
W 2022 ponownie otrzymał Nagrodę Nobla w dziedzinie chemii, wspólnie z Carolyn Bertozzi i Mortenem Meldalem, za rozwój chemii „click” i chemii bioortogonalnej.